# Born into Trouble as the Sparks Fly Upward
Born into Trouble as the Sparks Fly Upward — второй студийный альбом канадской пост-рок-группы A Silver Mt. Zion. Диск был записан в студии Hotel2Tango и выпущен лейблом Constellation Records в октябре 2001 года.
Композиция «This Gentle Hearts Like Shot Bird’s Fallen» была использована в фильме Дэвида Гордона Грина «Снежные ангелы» и «Я прихожу с дождём» Чан Ань Хунга.
Этот альбом был записан пополненным тремя новыми участниками составом группы.

## Список композиций
1. «Sisters! Brothers! Small Boats of Fire Are Falling from the Sky!» — 9:07
2. «This Gentle Hearts Like Shot Bird’s Fallen» — 5:47
3. «Built Then Burnt [Hurrah! Hurrah!]» — 5:41
4. «Take These Hands and Throw Them in the River» — 6:58
5. «Could’ve Moved Mountains» — 10:59
6. «Tho You Are Gone I Still Often Walk w/ You» — 4:48
7. «C’mon Come On (Loose an Endless Longing)» — 8:06
8. «The Triumph of Our Tired Eyes» — 6:54

## Участники записи

### A Silver Mt. Zion
- Эфрим Менюк — клавишные, гитара, орган, вокал, звуковые эффекты
- Тьери Амар — контрабас, бас-гитара
- Софи Трудо — скрипка, вокал
- Джессика Мосс — скрипка, вокал
- Бекки Фун — виолончель
- Ian Ilavsky — гитара, орган

### Другие музыканты
- Йохан Фортун — труба, тромбон (на «C’mon Come on (Loose an Endless Longing)»)
- Эрик Крэйвен — ударные
- Миша и Саша — голоса

### Технический
- Говард Билерман — продюсер
- Гаррис Ньюмен — мастеринг